# 고가네자와역
고가네자와역(일본어: 小金沢駅)은 일본 미야기현 게센누마시에 위치한 동일본 여객철도 게센누마 선의 철도역이다. 단선 승강장 1면 1선의 구조를 갖춘 지상역이며, 2011년 3월에 발생한 동일본 대지진의 여파로 현재는 BRT로 대체하여 운행하고 있다.

## 이용 현황
| 연도     | 승차 인원 |
| 2013년도 | 19        |
| 2014년도 | 23        |
| -------- | --------- |

## 역 주변
- 국도 제45호선

## 역사
- 1957년 2월 11일 : 일본국유철도 게센누마 선의 역으로서 개업.
- 1987년 4월 1일 : 일본국유철도 분할 민영화에 의해, 동일본 여객철도가 승계.
- 2011년 3월 11일 : 동일본 대지진으로 발생했던 쓰나미로 인해 소실.
- 2012년 8월 20일 : BRT로 임시 복구. 역은 국도 위로 이설.
- 2013년 8월 6일 : 게센누마 방면으로 약 400m, 아카우시 해안 버스 정류장과 같은 위치로 이설.
- 2020년 4월 1일 : 야나이즈 역 - 게센누마 역 간의 철도 사업 폐지로 인해 철도역으로는 폐역됨.

## 인접 역
| 게센누마 선            | 게센누마 선   | 게센누마 선              |
| ---------------------- | ------------- | ------------------------ |
| 모토요시 마에야치 방면 | ■ 게센누마 선 | 오야카이간 게센누마 방면 |